# لا باتي مونغاسكو
لا باتي مونغاسكو (بالفرنسية: La Bâtie-Montgascon) هي بلدية في إقليم إزار بمنطقة أفيرن–رون ألب في جنوب شرق فرنسا.